# فولري
فولري (بالفرنسية: Vaulry)‏ هي بلدية في مقاطعة فيين العليا في منطقة أقطانية الجديدة غرب وسط فرنسا.